# Soldadura por fusión

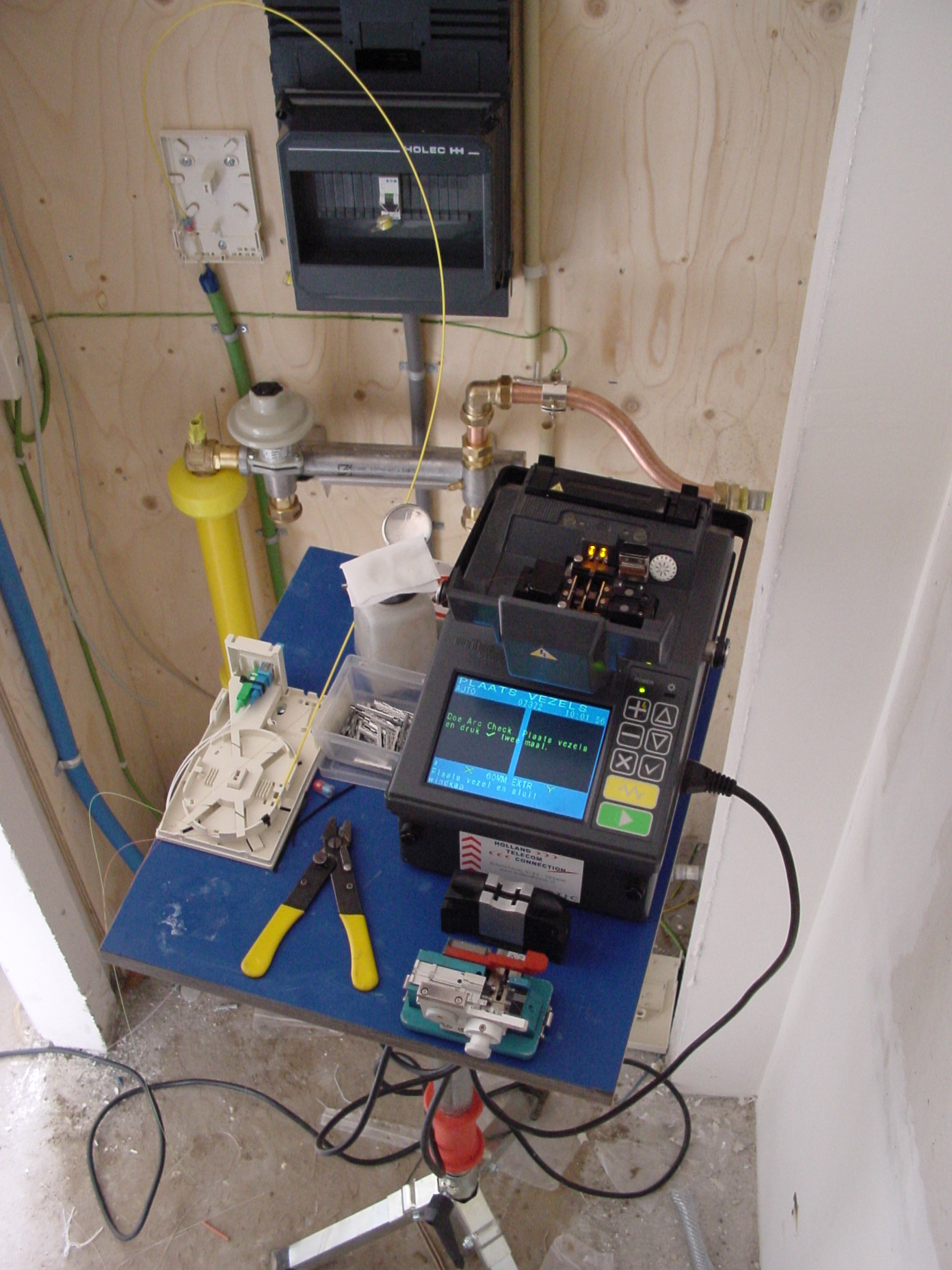
Máquina de soldadura por fusión

En la soldadura de los metales, se llama soldadura por fusión a la técnica que consiste en calentar dos piezas de metal hasta que se derriten y se funden entre sí. Puede ser con aporte de material o sin.

## Procesos
Dentro de la soldadura por fusión observamos los siguientes tipos de procesos:
- Soldadura TIG
- Soldadura MAG
- Soldadura MIG
- Soldadura por arco
- Soldadura por plasma
- Soldadura por puntos
- Soldadura con rayo de electrones
- Soldadura por rayo láser
- Soldadura aluminotérmica
- Soldadura GMAW
- Soldadura por electroescoria

## Soldadura sin fusión
El proceso que consiste en calentar los metales hasta una temperatura inferior a su punto de fusión y unirlos con un metal de aporte fundido, o calentar los metales hasta que están blandos para martillarlos o unirlos a presión entre sí se llama soldadura sin fusión.

## Nota
1. ↑  Schey, John A. (2000) [1977]. Introduction to Manufacturing Processes. McGraw-Hill series in mechanical engineering and materials science (3rd edición). McGraw-Hill Higher Education. ISBN 978-0-07-031136-7. Consultado el 15 de mayo de 2010. «In the great majority of applications, the interatomic bond is established by melting. When the workpiece materials (base or parent materials) and the filler (if used at all) have similar but not necessarily identical compositions and melting points, the process is referred to as fusion welding.»
2. 1 2  Bull, Steve (16 de marzo de 2000). «Fusion Welding Processes». MMM373 Joining Technology course website (Newcastle upon Tyne, England, United Kingdom: Newcastle University School of Chemical Engineering and Advanced Materials). Archivado desde el original el 11 de septiembre de 2007. Consultado el 16 de mayo de 2010.